# 10 août aux Jeux olympiques d'été de 2012
Le vendredi 10 août aux Jeux olympiques d'été de 2012 est le dix-septième jour de compétition.

## Programme
| Heure UTC+1 (Londres)                         |               |
| bleu                                          | Cérémonie     |
| neutre                                        | Épreuve       |
| or                                            | Finale        |
| orange                                        | Petite finale |
| rose                                          | Reporté       |
| gris                                          | Annulé        |
| Compétition masculine                         | Hommes        |
| Compétition féminine                          | Femmes        |
| Compétition mixte (hommes et femmes mélangés) | Mixte         |
| Compétition en couple (1 homme et 1 femme)    | Couple        |
| modifier                                      |               |

| Horaire   | Discipline Spécialité | Discipline Spécialité                         | Discipline Spécialité | Phase                                | Résultats                                                                | Références |
| --------- | --------------------- | --------------------------------------------- | --------------------- | ------------------------------------ | ------------------------------------------------------------------------ | ---------- |
| 8 h 30    |                       | Hockey sur gazon Tournoi féminin              | Compétition femmes    | Match de placement 11e et 12e places | Belgique 2 - 1 États-Unis                                                | [ 1 ]      |
| 9 h 00    |                       | Taekwondo Poids mouche (- de 67 kg)           | Compétition femmes    | Éliminatoires                        | -                                                                        | -          |
| 9 h 15    |                       | Taekwondo Poids mouche (- de 80 kg)           | Compétition hommes    | Éliminatoires                        | -                                                                        | -          |
| 9 h 30    |                       | Canoë-kayak en eau calme K1 200 mètres        | Compétition hommes    | Éliminatoires                        | -                                                                        | -          |
| 9 h 51    |                       | Canoë-kayak en eau calme C1 200 mètres        | Compétition hommes    | Éliminatoires                        | -                                                                        | -          |
| 11 h 16   |                       | Canoë-kayak en eau calme K1 200 mètres        | Compétition hommes    | Demi-finales                         | -                                                                        | -          |
| 10 h 19   |                       | Canoë-kayak en eau calme K1 200 mètres        | Compétition femmes    | Éliminatoires                        | -                                                                        | -          |
| 10 h 47   |                       | Canoë-kayak en eau calme K2 200 mètres        | Compétition hommes    | Éliminatoires                        | -                                                                        | -          |
| 11 h 30   |                       | Canoë-kayak en eau calme C1 200 mètres        | Compétition hommes    | Demi-finales                         | -                                                                        | -          |
| 11 h 30   |                       | Hockey sur gazon Tournoi féminin              | Compétition femmes    | Match de placement 5e et 6e places   | Chine 0 - 2 Australie                                                    | [ 2 ]      |
| 11 h 51   |                       | Canoë-kayak en eau calme K1 200 mètres        | Compétition femmes    | Demi-finales                         | -                                                                        | -          |
| 12 h 00   |                       | Gymnastique rythmique Concours individuel     | Compétition femmes    | Qualification Rotation 3             | -                                                                        | -          |
| 12 h 00   |                       | Natation 10 km                                | Compétition hommes    | Finale                               | Oussama Mellouli (TUN) · Thomas Lurz (GER) · Richard Weinberger (CAN)    | [ 3 ]      |
| 12 h 00   |                       | Voile 470                                     | Compétition hommes    | Course médailles                     | Australie · Grande-Bretagne · Argentine                                  | [ 5 ]      |
| 12 h 12   |                       | Canoë-kayak en eau calme K2 200 mètres        | Compétition hommes    | Demi-finales                         | -                                                                        | -          |
| 13 h 00 * |                       | Lutte Libre, Moins de 55 kg                   | Compétition hommes    | Qualification                        | -                                                                        | -          |
| 13 h 00   |                       | Voile 470                                     | Compétition femmes    | Course médailles                     | Nouvelle-Zélande · Grande-Bretagne · Pays-Bas                            | [ 6 ]      |
| 13 h 10 * |                       | Lutte Libre, Moins de 74 kg                   | Compétition hommes    | Qualification                        | -                                                                        | -          |
| 13 h 18   |                       | Gymnastique rythmique Concours individuel     | Compétition femmes    | Qualification Rotation 4             | -                                                                        | -          |
| 13 h 20 * |                       | Lutte Libre, Moins de 55 kg                   | Compétition hommes    | 8e de finale                         | -                                                                        | -          |
| 13 h 30   |                       | Boxe Poids mi-mouches (-49 kg)                | Compétition hommes    | Demi-finale 1                        | Zou Shiming (CHN) 15 - 15 Paddy Barnes (IRL)                             | [ 7 ]      |
| 13 h 40 * |                       | Lutte Libre, Moins de 74 kg                   | Compétition hommes    | 8e de finale                         | -                                                                        | -          |
| 13 h 49   |                       | Boxe Poids mi-mouches (-49 kg)                | Compétition hommes    | Demi-finale 2                        | David Ayrapetyan (RUS) 12 - 13 Kaeo Pongprayoon (THA)                    | [ 8 ]      |
| 14 h 00*  |                       | Voile Elliott 6m                              | Compétition femmes    | Demi-finale 1                        | -                                                                        | -          |
| 14 h 05*  |                       | Voile Elliott 6m                              | Compétition femmes    | Demi-finale 2                        | -                                                                        | -          |
| 14 h 06   |                       | Boxe Poids coqs (-56 kg)                      | Compétition hommes    | Demi-finale 1                        | Lázaro Álvarez (CUB) 14 - 19 John Joe Nevin (IRL)                        | [ 9 ]      |
| 14 h 10 * |                       | Lutte Libre, Moins de 55 kg                   | Compétition hommes    | Quarts de finale                     | -                                                                        | -          |
| 14 h 10 * |                       | Lutte Libre, Moins de 74 kg                   | Compétition hommes    | Quarts de finale                     | -                                                                        | -          |
| 14 h 23   |                       | Boxe Poids coqs (-56 kg)                      | Compétition hommes    | Demi-finale 2                        | Luke Campbell (GBR) 20 - 11 Satoshi Shimizu (JPN)                        | [ 10 ]     |
| 14 h 30   |                       | Water-polo Tournoi masculin                   | Compétition hommes    | Placement 5e à 8e places             | États-Unis 7 - 8 Espagne                                                 | [ 11 ]     |
| 14 h 40   |                       | Boxe Poids super-légers (-64 kg)              | Compétition hommes    | Demi-finale 1                        | Roniel Iglesias (CUB) 15 - 8 Vincenzo Mangiacapre (ITA)                  | [ 12 ]     |
| 14 h 50   |                       | Gymnastique rythmique Concours par équipes    | Compétition femmes    | Qualification Rotation 2             | -                                                                        | -          |
| 14 h 57   |                       | Boxe Poids super-légers (-64 kg)              | Compétition hommes    | Demi-finale 2                        | Uranchimegiin Mönkh-Erdene (MGL) 21 - 29 Denys Berinchyk (UKR)           | [ 13 ]     |
| 15 h 00   |                       | BMX Course                                    | Compétition femmes    | Demi-finales                         | -                                                                        | -          |
| 15 h 00 * |                       | Lutte Libre, Moins de 55 kg                   | Compétition hommes    | Demi-finales                         | -                                                                        | -          |
| 15 h 00   |                       | Natation synchronisée Ballet, Programme libre | Compétition femmes    | Finale                               | Russie · Chine · Espagne                                                 | [ 14 ]     |
| 15 h 00   |                       | Taekwondo Poids mouche (- de 67 kg)           | Compétition femmes    | Quarts de finale                     | -                                                                        | -          |
| 15 h 00   |                       | Volley-ball Tournoi masculin                  | Compétition hommes    | Demi-finale                          | Bulgarie 1 - 3 Russie                                                    | [ 15 ]     |
| 15 h 08   |                       | BMX Course                                    | Compétition hommes    | Demi-finales                         | -                                                                        | -          |
| 15 h 15   |                       | Boxe Poids moyens (-75 kg)                    | Compétition hommes    | Demi-finale 1                        | Anthony Ogogo (GBR) 9 - 16 Esquiva Florentino (BLR)                      | [ 16 ]     |
| 15 h 15   |                       | Taekwondo Poids mouche (- de 80 kg)           | Compétition hommes    | Quarts de finale                     | -                                                                        | -          |
| 15 h 20 * |                       | Lutte Libre, Moins de 74 kg                   | Compétition hommes    | Demi-finales                         | -                                                                        | -          |
| 15 h 30   |                       | Hockey sur gazon Tournoi féminin              | Compétition femmes    | Petite finale                        | Nouvelle-Zélande 1 - 3 Grande-Bretagne                                   | [ 17 ]     |
| 15 h 32   |                       | Boxe Poids moyens (-75 kg)                    | Compétition hommes    | Demi-finale 2                        | Abbos Atoev (UZB) 12 - 13 Ryota Murata (JPN)                             | [ 18 ]     |
| 15 h 50   |                       | Boxe Poids lourds (-91 kg)                    | Compétition hommes    | Demi-finale 1                        | Oleksandr Usyk (UKR) 21 - 5 Tervel Pulev (BUL)                           | [ 19 ]     |
| 15 h 50   |                       | Water-polo Tournoi masculin                   | Compétition hommes    | Demi-finale                          | Croatie 7 - 5 Monténégro                                                 | [ 20 ]     |
| 16 h 06   |                       | Boxe Poids lourds (-91 kg)                    | Compétition hommes    | Demi-finale 2                        | Teymur Mammadov (AZE) 13 - 15 Clemente Russo (ITA)                       | [ 21 ]     |
| 16 h 30   |                       | BMX Course                                    | Compétition femmes    | Finale                               | Mariana Pajón (COL) · Sarah Walker (NZL) · Laura Smulders (NED)          | [ 22 ]     |
| 16 h 40   |                       | BMX Course                                    | Compétition hommes    | Finale                               | Māris Štrombergs (LAT) · Sam Willoughby (AUS) · Carlos Oquendo (COL)     | [ 23 ]     |
| 17 h 00   |                       | Basket-ball Tournoi masculin                  | Compétition hommes    | Demi-finale                          | Espagne 67 - 59 Russie                                                   | [ 24 ]     |
| 17 h 00   |                       | Handball Tournoi masculin                     | Compétition hommes    | Demi-finale                          | Hongrie 26 - 27 Suède                                                    | [ 25 ]     |
| 17 h 00   |                       | Taekwondo Poids mouche (- de 67 kg)           | Compétition femmes    | Demi-finales                         | -                                                                        | -          |
| 17 h 15   |                       | Taekwondo Poids mouche (- de 80 kg)           | Compétition hommes    | Demi-finales                         | -                                                                        | -          |
| 18 h 40   |                       | Water-polo Tournoi masculin                   | Compétition hommes    | Placement 5e à 8e                    | Hongrie 10 - 9 Australie                                                 | [ 26 ]     |
| 18 h 45   |                       | Lutte Libre, Moins de 55 kg                   | Compétition hommes    | Petite finale 1                      | Yang Kyong-Il (PRK) 3PP - 1 Daulet Niyazbekov (KAZ)                      | [ 27 ]     |
| 18 h 54   |                       | Lutte Libre, Moins de 55 kg                   | Compétition hommes    | Petite finale 2                      | Radoslav Velikov (BUL) 1 - 3PP Shinichi Yumoto (JPN)                     | [ 28 ]     |
| 19 h 00   |                       | Athlétisme Saut à la perche                   | Compétition hommes    | Finale                               | Renaud Lavillenie (FRA) · Björn Otto (GER) · Raphael Holzdeppe (GER)     | [ 29 ]     |
| 19 h 00   |                       | Plongeon Haut-vol à 10 mètres                 | Compétition hommes    | Éliminatoires                        | -                                                                        | -          |
| 19 h 03   |                       | Lutte Libre, Moins de 55 kg                   | Compétition hommes    | Finale                               | Djamal Otarsultanov (RUS) 3PP - 1 Vladimer Khintchegachvili (GEO)        | [ 30 ]     |
| 19 h 10   |                       | Athlétisme Relais 4 × 400 m                   | Compétition femmes    | 1er tour                             | -                                                                        | -          |
| 19 h 30   |                       | Lutte Libre, Moins de 74 kg                   | Compétition hommes    | Petite finale 1                      | Soslan Tigiev (UZB) 3PO - 0 Gábor Hatos (HUN)                            | [ 31 ]     |
| 19 h 30   |                       | Volley-ball Tournoi masculin                  | Compétition hommes    | Demi-finale                          | Brésil 3 - 0 Italie                                                      | [ 32 ]     |
| 19 h 35   |                       | Athlétisme Lancer du marteau                  | Compétition femmes    | Finale                               | Tatyana Lysenko (RUS) · Anita Włodarczyk (POL) · Betty Heidler (GER)     | [ 33 ]     |
| 19 h 39   |                       | Lutte Libre, Moins de 74 kg                   | Compétition hommes    | Petite finale 2                      | Matt Gentry (CAN) 0 - 3PO Denis Tsargush (RUS)                           | [ 34 ]     |
| 19 h 45   |                       | Athlétisme Relais 4 × 100 m                   | Compétition hommes    | 1er tour                             | -                                                                        | -          |
| 19 h 45   |                       | Football Tournoi masculin                     | Compétition hommes    | Petite finale                        | Corée du Sud 2 - 0 Japon                                                 | [ 35 ]     |
| 19 h 48   |                       | Lutte Libre, Moins de 74 kg                   | Compétition hommes    | Finale                               | Sadegh Goudarzi (IRI) 0 - 3PO Jordan Burroughs (USA)                     | [ 36 ]     |
| 20 h 00   |                       | Hockey sur gazon Tournoi féminin              | Compétition femmes    | Finale                               | Pays-Bas 2 - 0 Argentine                                                 | [ 37 ]     |
| 20 h 00   |                       | Water-polo Tournoi masculin                   | Compétition hommes    | Demi-finale                          | Italie 9 - 7 Serbie                                                      | [ 38 ]     |
| 20 h 05   |                       | Athlétisme 5 000 m                            | Compétition femmes    | Finale                               | Meseret Defar (ETH) · Vivian Cheruiyot (KEN) · Tirunesh Dibaba (ETH)     | [ 39 ]     |
| 20 h 30   |                       | Handball Tournoi masculin                     | Compétition hommes    | Demi-finale                          | France 25 - 22 Croatie                                                   | [ 40 ]     |
| 20 h 31   |                       | Boxe Poids mouches (-52 kg)                   | Compétition hommes    | Demi-finale 1                        | Mikhaïl Aloyan (RUS) 11 - 15 Nyambayaryn Tögstsogt (MGL)                 | [ 41 ]     |
| 20 h 40   |                       | Athlétisme Relais 4 × 100 m                   | Compétition femmes    | Finale                               | États-Unis · Jamaïque · Ukraine                                          | [ 42 ]     |
| 20 h 48   |                       | Boxe Poids mouches (-52 kg)                   | Compétition hommes    | Demi-finale 2                        | Michael Conlan (IRL) 10 - 20 Robeisy Ramírez (CUB)                       | [ 43 ]     |
| 20 h 55   |                       | Athlétisme 1 500 m                            | Compétition femmes    | Finale                               | Aslı Çakır Alptekin (TUR) · Gamze Bulut (TUR) · Maryam Yusuf Jamal (BRN) | [ 44 ]     |
| 21 h 00   |                       | Basket-ball Tournoi masculin                  | Compétition hommes    | Demi-finale                          | Argentine 83 - 109 États-Unis                                            | [ 45 ]     |
| 21 h 00   |                       | Taekwondo Poids mouche (- de 67 kg)           | Compétition femmes    | Petite finale 1                      | Franka Anić (SLO) 3 - 8 PTF Paige McPherson (USA)                        | [ 46 ]     |
| 21 h 05   |                       | Boxe Poids légers (-60 kg)                    | Compétition hommes    | Demi-finale 1                        | Vasyl Lomachenko (UKR) 14 - 11 Yasniel Toledo (CUB)                      | [ 47 ]     |
| 21 h 15   |                       | Taekwondo Poids mouche (- de 80 kg)           | Compétition hommes    | Petite finale 1                      | Arman Yeremyan (ARM) 3 - 9 PTF Lutalo Muhammad (GBR)                     | [ 48 ]     |
| 21 h 20   |                       | Athlétisme Relais 4 × 400 m                   | Compétition hommes    | Finale                               | Bahamas · États-Unis · Trinité-et-Tobago                                 | [ 49 ]     |
| 21 h 21   |                       | Boxe Poids légers (-60 kg)                    | Compétition hommes    | Demi-finale 2                        | Evaldas Petrauskas (LTU) 13 - 18 Han Soon-chul (KOR)                     | [ 50 ]     |
| 21 h 30   |                       | Taekwondo Poids mouche (- de 67 kg)           | Compétition femmes    | Petite finale 2                      | Helena Fromm (GER) 8 - 2 PTF Carmen Marton (AUS)                         | [ 51 ]     |
| 21 h 39   |                       | Boxe Poids welters (-69 kg)                   | Compétition hommes    | Demi-finale 1                        | Taras Shelestyuk (UKR) 10 - 11 Freddie Evans (GBR)                       | [ 52 ]     |
| 21 h 45   |                       | Taekwondo Poids mouche (- de 80 kg)           | Compétition hommes    | Petite finale 2                      | Nesar Ahmad Bahave (AFG) 0 - 4 PTF Mauro Sarmiento (ITA)                 | [ 53 ]     |
| 21 h 55   |                       | Boxe Poids welters (-69 kg)                   | Compétition hommes    | Demi-finale 2                        | Andrey Zamkovoy (RUS) 12 - 18 Serik Sapiyev (KAZ)                        | [ 54 ]     |
| 22 h 12   |                       | Boxe Poids mi-lourds (-81 kg)                 | Compétition hommes    | Demi-finale 1                        | Yamaguchi Falcão (BRA) 11 - 23 Egor Mekhontsev (RUS)                     | [ 55 ]     |
| 22 h 15   |                       | Taekwondo Poids mouche (- de 67 kg)           | Compétition femmes    | Finale                               | Nur Tatar (TUR) 5 - 12 PTF Hwang Kyung-Seon (KOR)                        | [ 56 ]     |
| 22 h 29   |                       | Boxe Poids mi-lourds (-81 kg)                 | Compétition hommes    | Demi-finale 2                        | Adilbek Niyazymbetov (KAZ) 13 - 13 Oleksandr Gvozdyk (UKR)               | [ 57 ]     |
| 22 h 30   |                       | Taekwondo Poids mouche (- de 80 kg)           | Compétition hommes    | Finale                               | Nicolás García (ESP) 0 - 1 PTF Sebastián Crismanich (ARG)                | [ 58 ]     |
| 22 h 47   |                       | Boxe Poids super-lourds (+91 kg)              | Compétition hommes    | Demi-finale 1                        | Magomedrasul Majidov (AZE) 12 - 13 Roberto Cammarelle (ITA)              | [ 59 ]     |
| 23 h 04   |                       | Boxe Poids super-lourds (+91 kg)              | Compétition hommes    | Demi-finale 2                        | Ivan Dychko (KAZ) 11 - 13 Anthony Joshua (GBR)                           | [ 60 ]     |

* Date du début estimée

## Tableaux des médailles
- Pays organisateur (Royaume-Uni)

Note : Les deux tableaux ci-dessous tiennent compte des médailles obtenues en boxe bien que les médailles d'or et d'argent ne soient pas encore attribuées.
| Rang  | Nation            | Or | Argent | Bronze | Total |
| ----- | ----------------- | -- | ------ | ------ | ----- |
| 1     | Russie            | 3  | 0      | 4      | 7     |
| 2     | États-Unis        | 2  | 1      | 1      | 4     |
| 3     | Turquie           | 1  | 2      | 0      | 3     |
| 4     | Argentine         | 1  | 1      | 1      | 3     |
| 5     | Australie         | 1  | 1      | 0      | 2     |
| 5     | Nouvelle-Zélande  | 1  | 1      | 0      | 2     |
| 7     | Pays-Bas          | 1  | 0      | 2      | 2     |
| 8     | Colombie          | 1  | 0      | 1      | 2     |
| 8     | Éthiopie          | 1  | 0      | 1      | 2     |
| 8     | Corée du Sud      | 1  | 0      | 1      | 2     |
| 11    | Bahamas           | 1  | 0      | 0      | 1     |
| 11    | France            | 1  | 0      | 0      | 1     |
| 11    | Lettonie          | 1  | 0      | 0      | 1     |
| 11    | Tunisie           | 1  | 0      | 0      | 1     |
| 15    | Grande-Bretagne   | 0  | 2      | 3      | 5     |
| 15    | Allemagne         | 0  | 2      | 3      | 5     |
| 17    | Espagne           | 0  | 1      | 1      | 2     |
| 18    | Chine             | 0  | 1      | 0      | 1     |
| 18    | Géorgie           | 0  | 1      | 0      | 1     |
| 18    | Iran              | 0  | 1      | 0      | 1     |
| 18    | Jamaïque          | 0  | 1      | 0      | 1     |
| 18    | Kenya             | 0  | 1      | 0      | 1     |
| 18    | Pologne           | 0  | 1      | 0      | 1     |
| 24    | Azerbaïdjan       | 0  | 0      | 2      | 2     |
| 24    | Cuba              | 0  | 0      | 2      | 2     |
| 24    | Irlande           | 0  | 0      | 2      | 2     |
| 24    | Italie            | 0  | 0      | 2      | 2     |
| 24    | Japon             | 0  | 0      | 2      | 2     |
| 24    | Ukraine           | 0  | 0      | 2      | 2     |
| 24    | Ouzbékistan       | 0  | 0      | 2      | 2     |
| 30    | Brésil            | 0  | 0      | 1      | 1     |
| 30    | Bahreïn           | 0  | 0      | 1      | 1     |
| 30    | Bulgarie          | 0  | 0      | 1      | 1     |
| 30    | Canada            | 0  | 0      | 1      | 1     |
| 30    | Kazakhstan        | 0  | 0      | 1      | 1     |
| 30    | Lituanie          | 0  | 0      | 1      | 1     |
| 30    | Mongolie          | 0  | 0      | 1      | 1     |
| 30    | Corée du Nord     | 0  | 0      | 1      | 1     |
| 30    | Trinité-et-Tobago | 0  | 0      | 1      | 1     |
| 30    | Ukraine           | 0  | 0      | 1      | 1     |
| Total | Total             | 17 | 17     | 42     | 74    |

| Rang  | Nation                 | Or  | Argent | Bronze | Total |
| ----- | ---------------------- | --- | ------ | ------ | ----- |
| 1     | États-Unis             | 41  | 26     | 27     | 94    |
| 2     | Chine                  | 37  | 25     | 19     | 81    |
| 3     | Grande-Bretagne        | 25  | 15     | 17     | 57    |
| 4     | Russie                 | 15  | 21     | 27     | 63    |
| 5     | Corée du Sud           | 13  | 7      | 7      | 27    |
| 6     | Allemagne              | 10  | 18     | 14     | 42    |
| 7     | France                 | 9   | 9      | 12     | 30    |
| 8     | Hongrie                | 8   | 4      | 3      | 15    |
| 9     | Australie              | 7   | 14     | 10     | 31    |
| 10    | Italie                 | 7   | 6      | 8      | 21    |
| 11    | Pays-Bas               | 6   | 5      | 8      | 19    |
| 12    | Kazakhstan             | 6   | 0      | 4      | 10    |
| 13    | Japon                  | 5   | 14     | 16     | 35    |
| 14    | Iran                   | 4   | 5      | 1      | 10    |
| 15    | Nouvelle-Zélande       | 4   | 3      | 5      | 12    |
| 16    | Corée du Nord          | 4   | 0      | 2      | 6     |
| 17    | Jamaïque               | 3   | 4      | 3      | 10    |
| 18    | Biélorussie            | 3   | 3      | 4      | 10    |
| 18    | Cuba                   | 3   | 3      | 4      | 10    |
| 20    | Ukraine                | 3   | 1      | 9      | 13    |
| 21    | Afrique du Sud         | 3   | 1      | 1      | 5     |
| 22    | Éthiopie               | 3   | 0      | 3      | 6     |
| 23    | Espagne                | 2   | 8      | 3      | 13    |
| 24    | Roumanie               | 2   | 5      | 2      | 9     |
| 25    | Danemark               | 2   | 4      | 3      | 9     |
| 26    | République tchèque     | 2   | 3      | 3      | 8     |
| 26    | Kenya                  | 2   | 3      | 3      | 8     |
| 28    | Brésil                 | 2   | 2      | 8      | 12    |
| 29    | Pologne                | 2   | 2      | 6      | 10    |
| 30    | Turquie                | 2   | 2      | 1      | 5     |
| 31    | Croatie                | 2   | 1      | 1      | 4     |
| 32    | Suisse                 | 2   | 1      | 0      | 3     |
| 33    | Canada                 | 1   | 5      | 11     | 17    |
| 34    | Colombie               | 1   | 3      | 4      | 8     |
| 35    | Suède                  | 1   | 3      | 3      | 7     |
| 36    | Géorgie                | 1   | 2      | 1      | 4     |
| 37    | Argentine              | 1   | 1      | 2      | 4     |
| 37    | Slovénie               | 1   | 1      | 2      | 4     |
| 39    | Norvège                | 1   | 1      | 1      | 3     |
| 39    | Tunisie                | 1   | 1      | 1      | 3     |
| 40    | République dominicaine | 1   | 1      | 0      | 2     |
| 41    | Irlande                | 1   | 0      | 3      | 4     |
| 42    | Lituanie               | 1   | 0      | 2      | 3     |
| 43    | Lettonie               | 1   | 0      | 1      | 2     |
| 45    | Algérie                | 1   | 0      | 0      | 1     |
| 45    | Bahamas                | 1   | 0      | 0      | 1     |
| 45    | Grenade                | 1   | 0      | 0      | 1     |
| 45    | Venezuela              | 1   | 0      | 0      | 1     |
| 49    | Mexique                | 0   | 3      | 2      | 5     |
| 50    | Azerbaïdjan            | 0   | 2      | 5      | 7     |
| 51    | Égypte                 | 0   | 2      | 0      | 2     |
| 52    | Inde                   | 0   | 1      | 3      | 4     |
| 52    | Mongolie               | 0   | 1      | 3      | 4     |
| 52    | Slovaquie              | 0   | 1      | 3      | 4     |
| 55    | Arménie                | 0   | 1      | 2      | 3     |
| 55    | Belgique               | 0   | 1      | 2      | 3     |
| 57    | Bulgarie               | 0   | 1      | 1      | 2     |
| 57    | Estonie                | 0   | 1      | 1      | 2     |
| 57    | Indonésie              | 0   | 1      | 1      | 2     |
| 57    | Malaisie               | 0   | 1      | 1      | 2     |
| 57    | Serbie                 | 0   | 1      | 1      | 2     |
| 57    | Thaïlande              | 0   | 1      | 1      | 2     |
| 57    | Taipei chinois         | 0   | 1      | 1      | 2     |
| 64    | Botswana               | 0   | 1      | 0      | 1     |
| 64    | Chypre                 | 0   | 1      | 0      | 1     |
| 64    | Finlande               | 0   | 1      | 0      | 1     |
| 64    | Guatemala              | 0   | 1      | 0      | 1     |
| 64    | Portugal               | 0   | 1      | 0      | 1     |
| 69    | Ouzbékistan            | 0   | 0      | 3      | 3     |
| 70    | Grèce                  | 0   | 0      | 2      | 2     |
| 70    | Moldavie               | 0   | 0      | 2      | 2     |
| 70    | Qatar                  | 0   | 0      | 2      | 2     |
| 70    | Singapour              | 0   | 0      | 2      | 2     |
| 70    | Trinité-et-Tobago      | 0   | 0      | 2      | 2     |
| 75    | Afghanistan            | 0   | 0      | 1      | 1     |
| 75    | Bahreïn                | 0   | 0      | 1      | 1     |
| 75    | Hong Kong              | 0   | 0      | 1      | 1     |
| 75    | Arabie saoudite        | 0   | 0      | 1      | 1     |
| 75    | Koweït                 | 0   | 0      | 1      | 1     |
| 75    | Maroc                  | 0   | 0      | 1      | 1     |
| 75    | Porto Rico             | 0   | 0      | 1      | 1     |
| 75    | Tadjikistan            | 0   | 0      | 1      | 1     |
| Total | Total                  | 255 | 257    | 313    | 825   |